# Microstomatichthyoborus
Microstomatichthyoborus is een geslacht van straalvinnige vissen uit de familie van de hoogrugzalmen (Distichodontidae).

## Soorten
- Microstomatichthyoborus bashforddeani Nichols & Griscom, 1917
- Microstomatichthyoborus katangae David & Poll, 1937